# Val di Zoldo
Das Val di Zoldo (ladinisch: Žoldo) ist ein Tal in den Dolomiten. Das Tal liegt vollständig in der Provinz Belluno, 19 km südlich von Cortina d’Ampezzo.
Das Val di Zoldo verläuft ungefähr in nordwest-südöstlicher Richtung. Hauptfluss ist der Torrente Maè. Er fließt nach ca. 32 km dem Piave zu. Die Mündung befindet sich unmittelbar südlich des Ortskerns von Longarone.
Val di Zoldo ist Teil der internationalen Alpenvereinsinitiative Bergsteigerdörfer.

## Gemeinden
Das Tal umfasst im Wesentlichen die gleichnamige Gemeinde Val di Zoldo. Daneben umfasst das Tal das Gebiet der Gemeinde Zoppè di Cadore und flussabwärts einen Teil der Gemeinde Longarone.

## Geographie

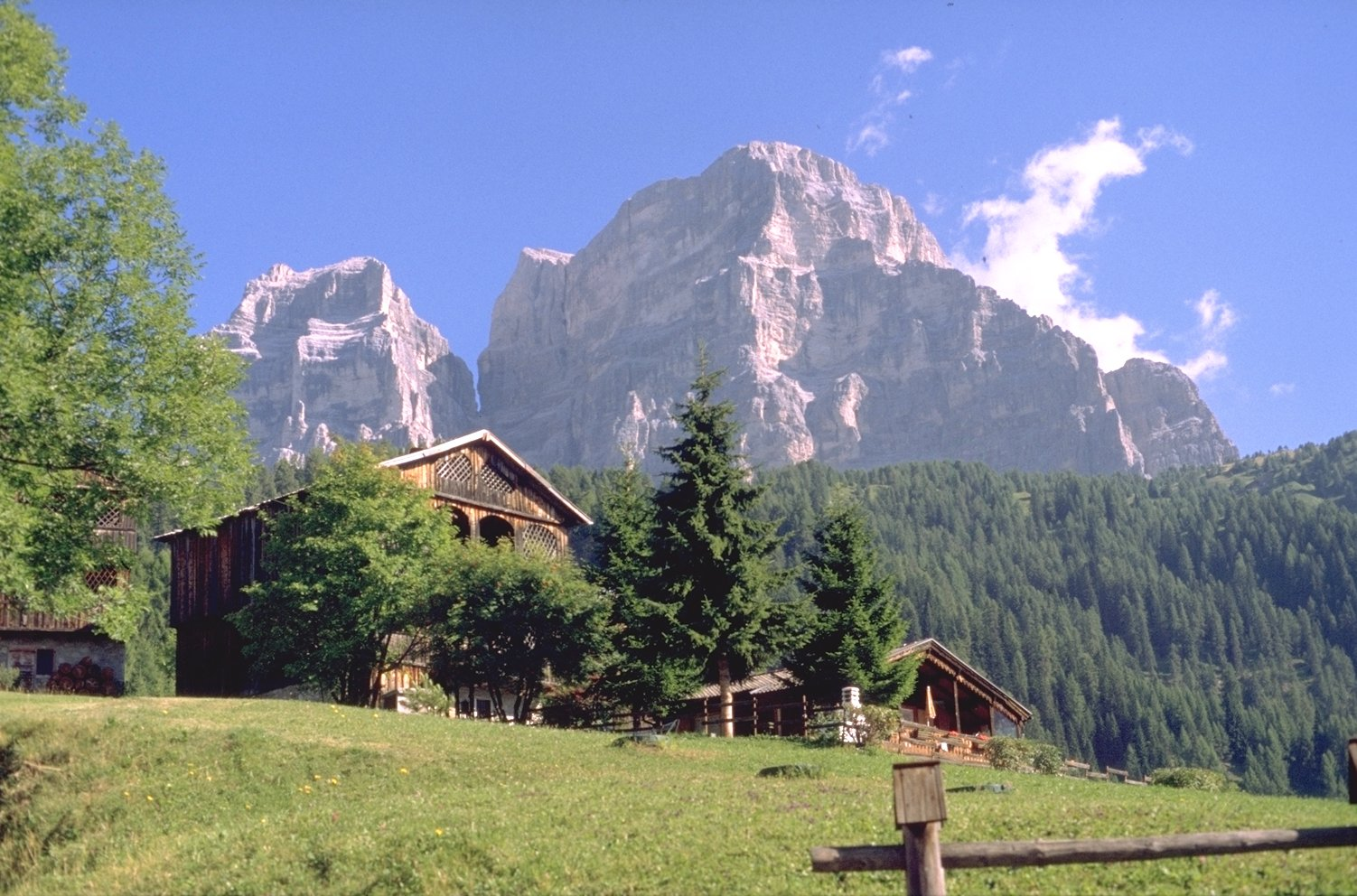
Monte Pelmo von Coi (Zoldo Alto)

Der Torrente Maè entspringt am Fuße der Civetta (3220 m s.l.m.), deren Massiv das Tal im Nordwesten begrenzt. Den nördlichen Abschluss bildet der Monte Pelmo (3168 m s.l.m.). Deren Massive sind die einzigen des Tales, die die 3000-Meter-Marke überschreiten.

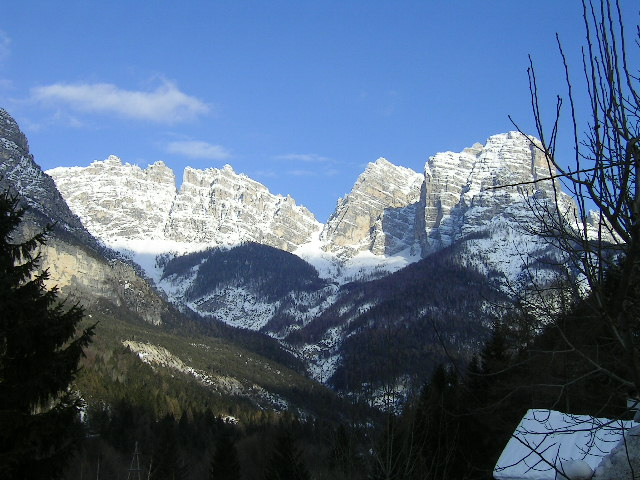
Bosconero-Gruppe von Forno di Zoldo

Südlich an die Civetta schließt sich die Moiazza-Gruppe an, deren höchster Gipfel die 2878 m s.l.m. hohe Moiazza Sud ist. Südwestlich davon begrenzt die Schiara-Gruppe (2565 m s.l.m.) das Val di Zoldo. Die gegenüberliegende nordöstliche und östliche Begrenzung des Tales wird nach dem Monte Pelmo von den kleineren Gipfeln Monte Pénna (2196 m s.l.m.) und Monte Rite (2183 m s.l.m.), darauffolgend vor allem von der Bosconero-Gruppe gebildet, deren höchster Gipfel der Sasso di Bosconero (2468 m s.l.m.) ist. Weitere Gipfel mit Höhen von mehr als 2000 Metern begrenzen das Tal.

## Verkehr
Das Tal wird in voller Länge von der Strada provinciale 251 durchzogen. Nordwestlicher Scheitelpunkt des Tals ist der Staulanzapass, der das Val di Zoldo nach Norden begrenzt. In Richtung des nordwestlich gelegenen Valle del Boite besteht die Verbindung über den Passo Cibiana. Die Verbindung zum westlich gelegenen Tal des Cordevole wird durch den Passo Duran sichergestellt. In beiden Fällen ist die Straßenverbindung die Strada Provinciale 347, die das Tal somit ungefähr von Ost nach West kreuzt. In Forno di Zoldo benutzen die beiden genannten Provinzialstraßen dieselbe Trasse.

## Sehenswürdigkeiten
- Messner Mountain Museen: Am Monte Rite hat Reinhold Messner eines von fünf Messner Mountain Museen in einem ehemaligen Fort errichtet.

## Natur, Sport, Tourismus
- Nationalpark Belluneser Dolomiten: Teile des Tals um den Monte Zime de Prampér gehören zum Nationalpark Belluneser Dolomiten.[2] Die Gegend wird sowohl von Sommer- wie von Winterurlaubern aufgesucht. Wintersportarten werden vor allem in der Civetta-Gruppe intensiv betrieben, vom östlich des Massivs gelegenen Zoldo Alto führen mehrere Seilbahnen in das Massiv. Bergsteiger und Trekker sind in den Sommermonaten häufig anzutreffen.
- Dolomiten-Höhenweg Nr. 1: Durch die Gruppe der Berge im Westen (Civetta, Moiazza, Schiara) führt der Dolomiten-Höhenweg Nr. 1, auch Klassischer Weg genannt.
- Weg der Gämsen: Die „gegenüberliegenden“ Berge und Bergketten Monte Pelmo, Monte Rite und Bosconero werden vom Höhenweg Nr. 3, auch Dolomiten-Höhenweg 3 oder Weg der Gämsen genannt, durchzogen.

## Trivia
Rund drei Viertel der etwa 3000 italienischen Gelatieri in Deutschland stammen aus dem Val di Zoldo und dem Val di Cadore. Dies liegt hauptsächlich an der um 1850 herrschenden Armut der dortigen Bevölkerung, die sich daraufhin auf die Speiseeisproduktion spezialisierte.